# Alsópetény, Nógrád
Alsópetény (în slovacă Dolné Peťany) este un sat în districtul Rétság, județul Nógrád, Ungaria, având o populație de 679 de locuitori (2011).

## Demografie
Componența etnică a satului Alsópetény
     Maghiari (77,14%)
     Slovaci (15,99%)
     Romi (5,89%)
     Alții (0,98%)
Componența confesională a satului Alsópetény
     Reformați (3,53%)
     Fără religie (2,21%)
     Luterani (1,47%)
     Necunoscută (91,9%)
     Atei (0,88%)
     Alte religii (0,74%)
Conform recensământului din 2011, satul Alsópetény avea 679 de locuitori. Din punct de vedere etnic, majoritatea locuitorilor (77,14%) erau maghiari, existând și minorități de slovaci (15,99%) și romi (5,89%). Nu există o religie majoritară, locuitorii fiind reformați (3,53%), persoane fără religie (2,21%) și luterani (1,47%). Pentru 91,9% din locuitori nu este cunoscută apartenența confesională.